# 田川市立病院駅
田川市立病院駅（たがわしりつびょういんえき）は、福岡県田川市大字糒にある平成筑豊鉄道伊田線の駅。駅番号はHC13。
田川市立病院の新築移転に伴い新設された駅である（病院の移転日は1999年2月1日）。実際は病院が高台の上にあるため、駅と病院の間にシャトルバスが運行されている。開業当初の1日当たりの予想乗降客数は200人であった。

## 歴史
- 1999年（平成11年）3月13日：開業[1]。

## 駅構造
ホーム有効長45 mの相対式ホーム2面2線を有する地上駅である。無人駅で駅舎はない。外部とはスロープで結ばれ、バリアフリー対応である。総事業費は約3,100万円。

### のりば
| ホーム | 路線    | 方向 | 行先               | 備考 |
| ------ | ------- | ---- | ------------------ | ---- |
| 東側   | ■伊田線 | 上り | 田川伊田・行橋方面 |      |
| 西側   | ■伊田線 | 下り | 糒・金田・直方方面 |      |

※案内上ののりば番号は割り当てられていない。

## 利用状況
2019年度の1日平均乗降人員は200人である。
| 年度   | 1日平均 乗降人員 |
| ------ | ---------------- |
| 2008年 | 266              |
| 2009年 | 244              |
| 2010年 | 234              |
| 2011年 | 198              |
| 2012年 | 192              |
| 2013年 | 176              |
| 2014年 | 182              |
| 2015年 | 196              |
| 2016年 | 210              |
| 2017年 | 192              |
| 2018年 | 196              |
| 2019年 | 200              |

## 駅周辺
- 田川市立病院
- 福岡県立田川科学技術高等学校
- 星美台ニュータウン
- 立山化成
- 新糒橋
- 福岡県道22号田川直方線

## 隣の駅
平成筑豊鉄道
■伊田線
糒駅 (HC12)   - 田川市立病院駅 (HC13)    - 下伊田駅 (HC14)